# Ville Valo
Ville Hermanni Valo (Helsinki, 22 november 1976) is een Fins zanger. Hij was van 1991 tot de opheffing in 2017 de zanger en frontman van de Love - metalband HIM.

## Biografie
Ville Valo werd geboren in Helsinki. Zijn vader Kari was taxichauffeur toen hij geboren werd maar zou later eigenaar worden van een seksshop. Ville werkte als tiener in zijn vaders winkel. Valo is half Fins, half Hongaars. Zijn jongere broer is een thaibokser.
In zijn jeugd speelde hij instrumenten zoals basgitaar en drums in vele bands (Eloveena Boys, Aurora, Charlie Parker, Terapia, Winha, Unga Kaskelottär, Natas, B.L.O.O.D., Kemoterapia, Donits-Osmo Experience) tot hij samen met vrienden de band HIM oprichtte in 1995. Hij was de zanger en voornaamste songwriter in de band. Valo maakte op 5 maart 2017 bekend dat HIM er na een afscheidstour dat jaar mee zou stoppen. Op 31 december 2017 gaven zij hun laatste optreden in hun thuisland Finland.
Gedurende zijn carrière werkte Valo veelvuldig samen met andere bands en artiesten. Na een eerdere samenwerking met Agents in 1999 bracht Valo in 2019 een album uit met Esa Pulliainen, de gitarist van deze Finse rock- en schlagerband. In 2020 bracht Valo als soloartiest de ep Gothica Fennica vol. 1 uit onder zijn initialen VV. Die ep werd in 2023 gevolgd door een album met de titel Neon Noir.

## Discografie

### Met HIM
- Greatest lovesongs vol. 666, 1997
- Razorblade romance, 2000
- Deep shadows and brilliant highlights, 2001
- Love metal, 2003
- Dark light, 2005
- Venus doom, 2007
- Screamworks: love in theory and practice, 2010
- Tears on tape, 2013

### Met Agents
- Ville Valo & Agents, 2019

### Als VV
- Gothica Fennica vol. 1, 2020 (ep)
- Neon Noir, 2023